# 仙台空港駅
仙台空港駅（せんだいくうこうえき、英語: Sendai Airport Station）は、宮城県名取市にある、仙台空港鉄道仙台空港線（仙台空港アクセス線）の駅。同線の終着駅であり、仙台空港への連絡駅である。

## 歴史
- 2006年（平成18年）8月30日：駅名が仙台空港に決定[1]。
- 2007年（平成19年）
  - 3月18日：名取駅 - 当駅間の開通と同時に開業[2]。
  - 12月5日：駅利用数が100万人を突破。
- 2011年（平成23年）
  - 3月11日の東北地方太平洋沖地震（東日本大震災）による津波で駅舎・周辺の線路に壊滅的被害を受け、運行休止[3]。バス代行を実施[3]。
  - 10月1日：運転再開し全線復旧[4]。
- 2016年（平成28年）3月27日：発車メロディーを変更[5]。

## 駅構造
1面2線の頭端式ホームを持つ高架駅で、ホーム、コンコースともに2階にある。駅舎は、空港ターミナルの南側に設置され、ターミナルの2階と連絡通路でつながる。この連絡通路も駅舎の2階にあることから、ホームと空港ターミナルビルとの間はバリアフリー化がなされており、距離が短く、ほとんど段差を通らずに往来できる。自動券売機・自動改札機(いずれもSuicaおよび相互利用対象の交通系ICカード対応)、自動精算機（ICカード非対応）設置駅。日本語・英語・中国語・韓国語で発車案内の放送があり、発車メロディが導入されている。
開業当初、1・2番線ともに発車メロディーはテイチク製の『Twilight』であった。2016年3月27日から宮城県が舞台のアニメ「Wake Up, Girls!」のエンディング曲「言の葉 青葉」のイントロ部分をオルゴール調にアレンジしたものが使用されている。
のりば
| 1・2 | 仙台空港アクセス線 | 名取・仙台方面 |

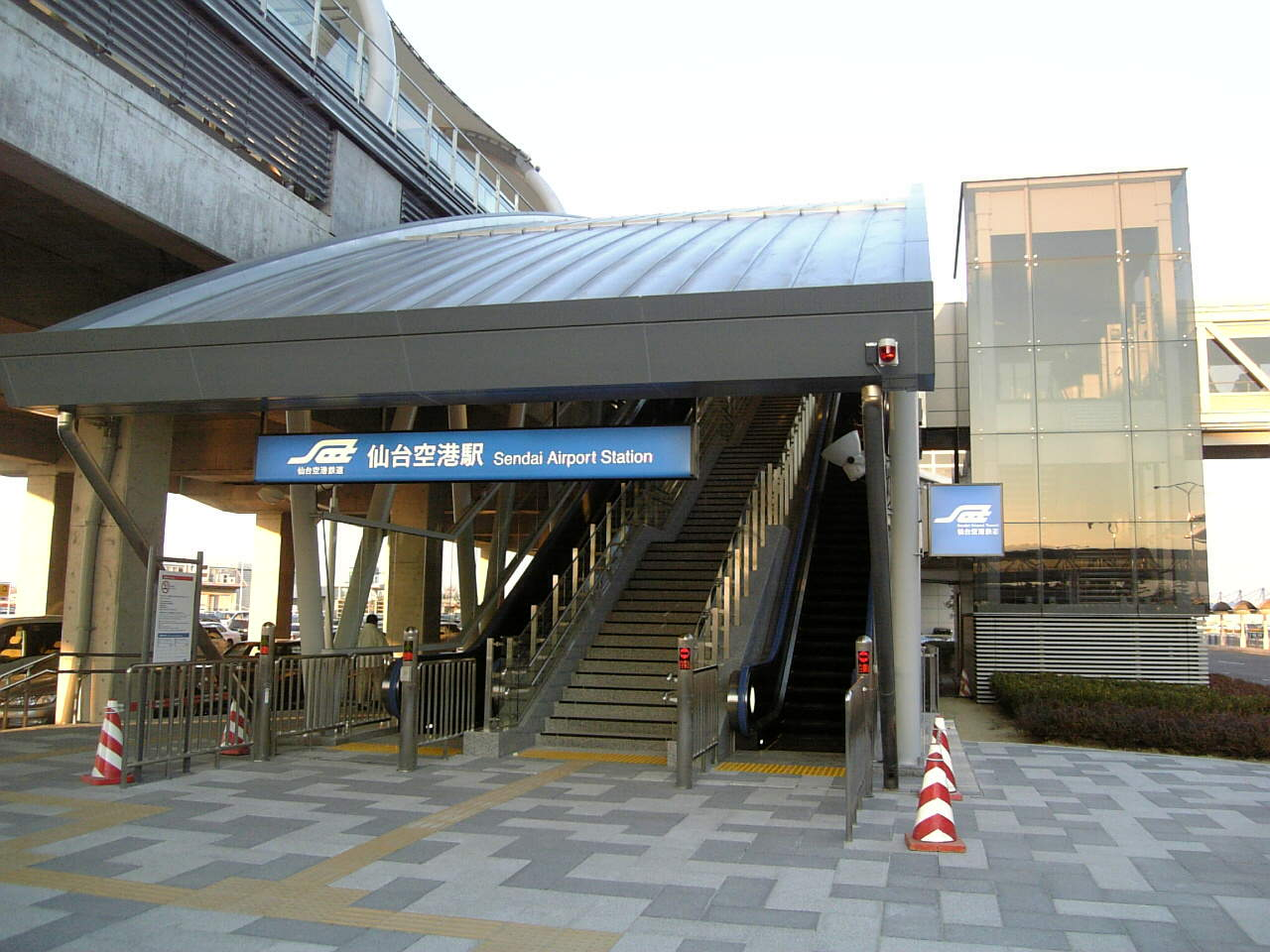
入口
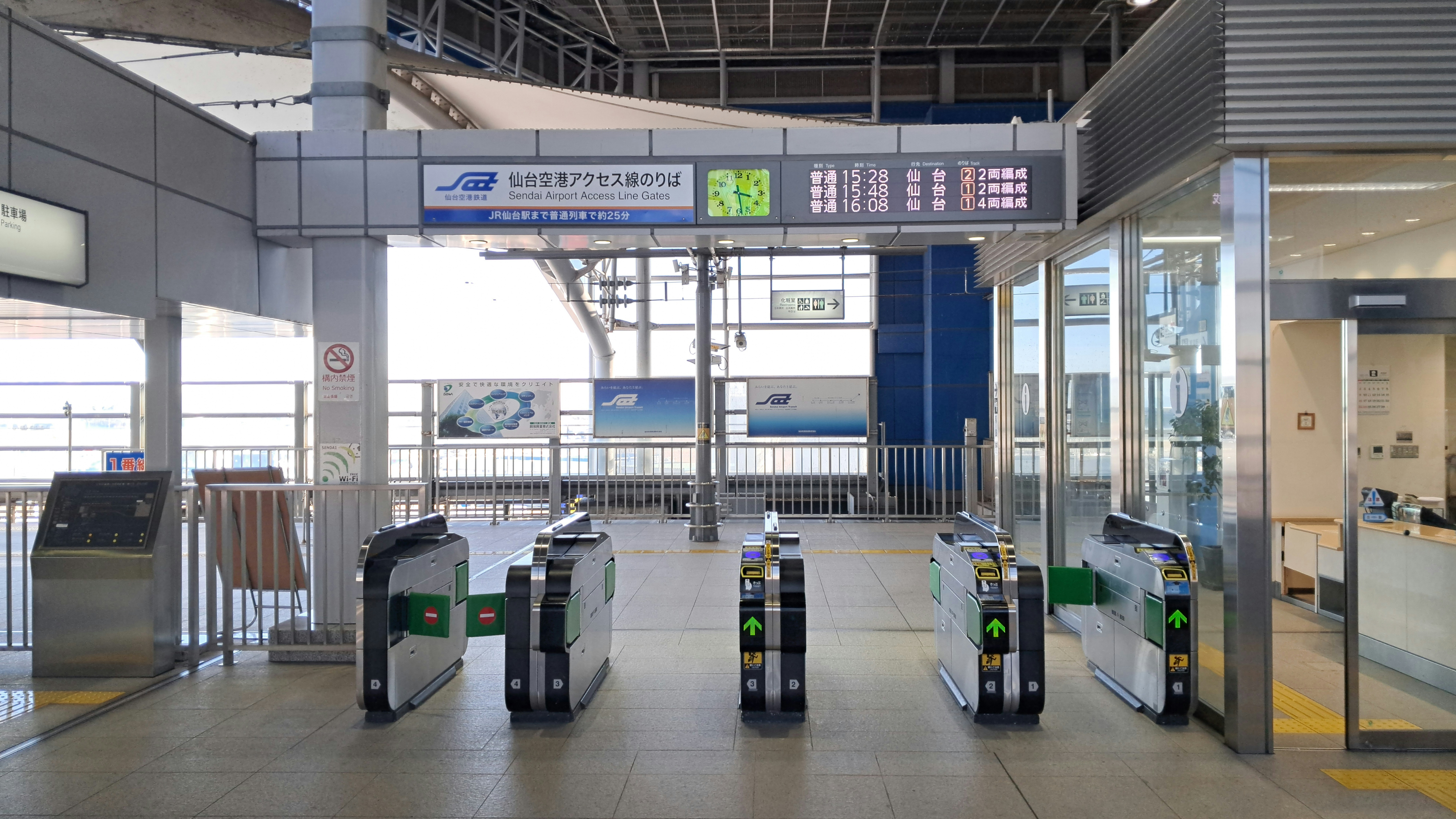
改札口（2025年2月）
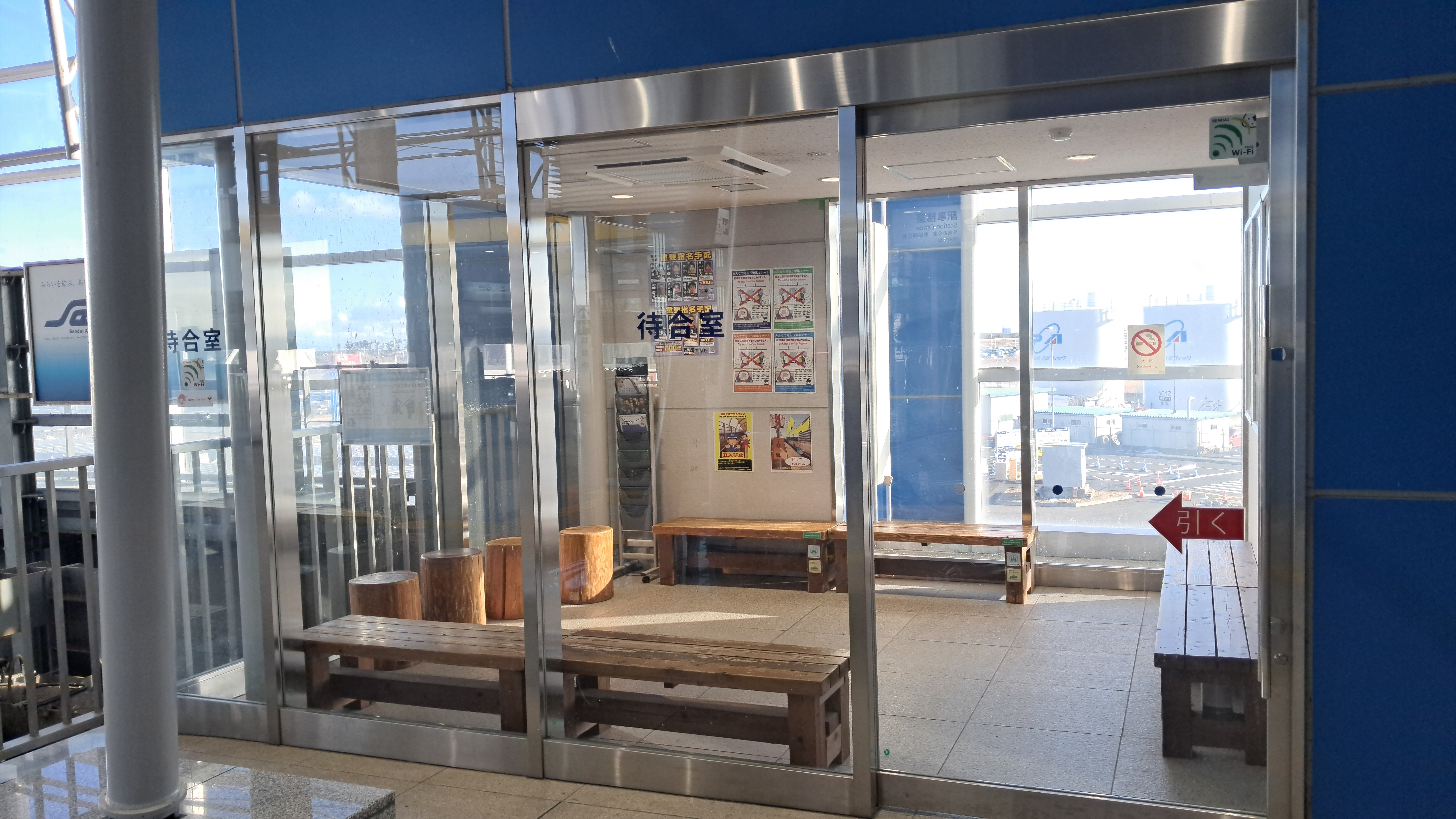
待合室（2025年2月）
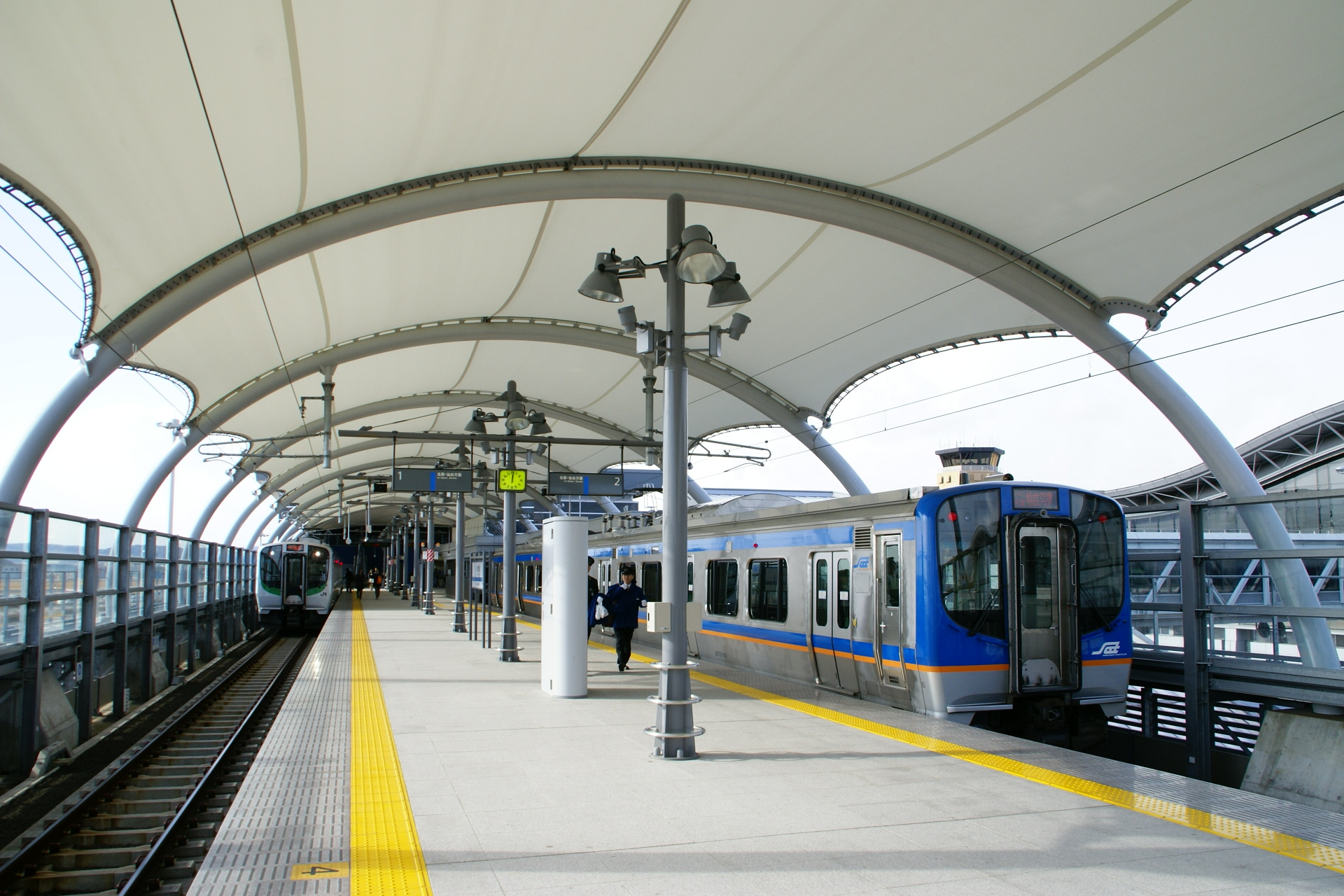
ホーム
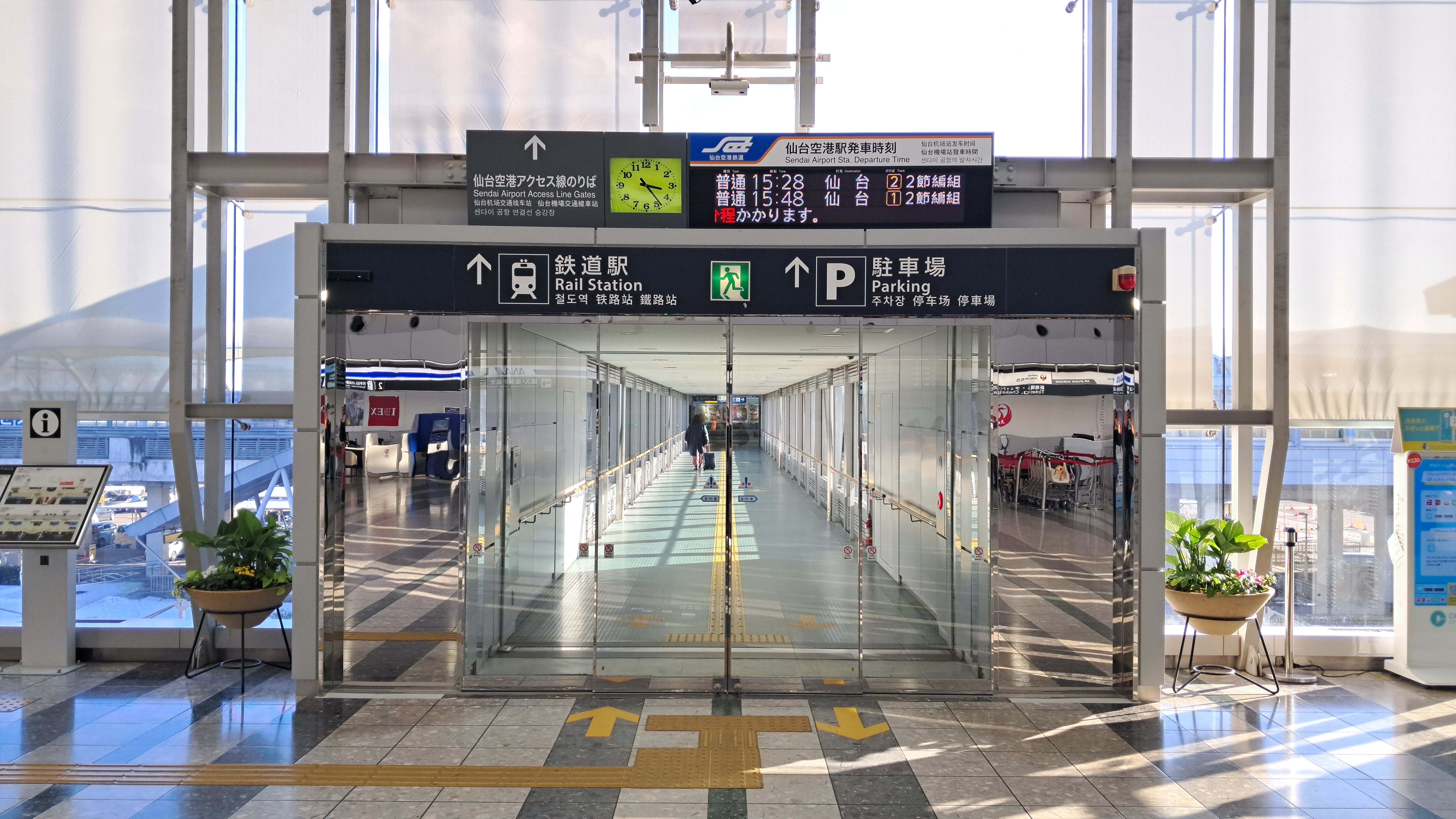
空港ターミナル側入口（2025年2月）

## 利用状況
2024年（令和6年）度の1日平均乗降人員は5,782人である。
| 年度               | 1日平均 乗降人員 |
| ------------------ | ---------------- |
| 2007年（平成19年） | 3,695            |
| 2008年（平成20年） | 3,472            |
| 2009年（平成21年） | 3,458            |
| 2010年（平成22年） | 3,533            |
| 2011年（平成23年） | 1,974            |
| 2012年（平成24年） | 3,705            |
| 2013年（平成25年） | 4,481            |
| 2014年（平成26年） | 4,705            |
| 2015年（平成27年） | 4,535            |
| 2016年（平成28年） | 4,684            |
| 2017年（平成29年） | 5,211            |
| 2018年（平成30年） | 5,551            |
| 2019年（令和元年） | 5,666            |
| 2020年（令和02年） | 2,248            |
| 2021年（令和03年） | 2,911            |
| 2022年（令和04年） | 4,413            |
| 2023年（令和05年） | 5,285            |
| 2024年（令和06年） | 5,782            |

## 駅周辺
- 仙台空港
- 岩沼市民バス  空港線「仙台空港」停留所
- 仙台バス「仙台空港」停留所

## 隣の駅
仙台空港鉄道
仙台空港線（■仙台空港アクセス線）
□快速
仙台空港駅 - 名取駅
■普通
仙台空港駅 - 美田園駅